# Kreis Balatonalmádi
Der Kreis Balatonalmádi (ungarisch Balatonalmádi járás) ist ein Kreis im Südosten des ungarischen Komitats Veszprém. Er grenzt im Südwesten an den Kreis Balatonfüred, im Norden und Nordwesten an den Kreis Veszprém und im Nordosten an den Kreis Várpalota. Im Osten bildet der Kreis Székesfehérvár und im Südosten der Kreis Enying vom Komitat Fejér die Komitatsgrenze. Im Süden verläuft die Grenze zum Komitat Somogy (Kreis Siófok) über dem Plattensee (ungarisch Balaton).

## Geschichte
Der Kreis wurde im Zug der ungarischen Verwaltungsreform Anfang 2013 hauptsächlich vom Vorgänger, dem gleichnamigen Kleingebiet (ungarisch Balatonalmádi kistérség) gebildet, wobei die Gemeinde Alsóörs in den Kreis Balatonfüred, die Gemeinde Szentkirályszabadja in den Kreis Veszprém und die Gemeinde Balatonvilagos in den Kreis Siófok (Komitat Somogy) wechselten. Zum Ausgleich kamen zwei Gemeinden aus dem Kreis Veszprém in den Kreis Balatonalmádi. 2014 wurde die Gemeinde Balatonakarattya aus der Gemeinde Balatonkenese ausgegliedert, so dass sich die Gemeindezahl wieder auf elf einstellte.

## Gemeindeübersicht
Der Kreis Balatonalmádi hat eine durchschnittliche Gemeindegröße von 2.225 Einwohnern auf einer Fläche von 21,80 Quadratkilometern. Die Bevölkerungsdichte des kleinsten Kreises liegt über dem Komitatswert. Der Kreissitz befindet sich in der größten Stadt, Balatonalmádi, im Westen des Kreises gelegen.
| Gemeinden           | Status   | Herkunft Kleingebiet | Einwohnerzahl | Einwohnerzahl            | Einwohnerzahl            | Fläche (km²)             | Bevölkerungs- dichte (Ew./km²) |
| Gemeinden           | Status   | Herkunft Kleingebiet | 01.10.2011    | 01.01.2013               | 01.01.2016               | 01.01.2016               | Bevölkerungs- dichte (Ew./km²) |
| ------------------- | -------- | -------------------- | ------------- | ------------------------ | ------------------------ | ------------------------ | ------------------------------ |
| Balatonalmádi       | Stadt    | Balatonalmádi        | 8.522         | 8.506                    | 8.564                    | 49,88                    | 171,7                          |
| Balatonfőkajár      | Gemeinde | Balatonalmádi        | 1.352         | 1.339                    | 1.291                    | 21,92                    | 58,9                           |
| Balatonfűzfő        | Stadt    | Balatonalmádi        | 4.225         | 4.248                    | 4.084                    | 9,25                     | 441,5                          |
| Balatonakarattya    | Gemeinde | –                    | Neugründung   | Neugründung              | 831                      | 21,39                    | 38,8                           |
| Balatonkenese       | Stadt    | Balatonalmádi        | 3.228         | 3.334                    | 2.554                    | 44,18                    | 57,8                           |
| Balatonvilágos      | Gemeinde | Balatonalmádi        | 1.170         | Wechsel zum Kreis Siófok | Wechsel zum Kreis Siófok | Wechsel zum Kreis Siófok |                                |
| Csajág              | Gemeinde | Balatonalmádi        | 869           | 834                      | 845                      | 22,29                    | 37,9                           |
| Felsőörs            | Gemeinde | Balatonalmádi        | 1.555         | 1.591                    | 1.663                    | 17,23                    | 96,5                           |
| Királyszentistván   | Gemeinde | Veszprém             | 455           | 471                      | 482                      | 8,91                     | 54,1                           |
| Küngös              | Gemeinde | Balatonalmádi        | 503           | 503                      | 486                      | 9,48                     | 51,3                           |
| Litér               | Gemeinde | Balatonalmádi        | 2.086         | 2.127                    | 2.174                    | 12,83                    | 169,4                          |
| Papkeszi            | Gemeinde | Veszprém             | 1.535         | 1.526                    | 1.505                    | 22,39                    | 67,2                           |
| Kreis Balatonalmádi |          |                      | 25.500        | 24.479                   | 24.479                   | 239,75                   | 102,1                          |